# Jean Marceau Meunier
Pour les articles homonymes, voir Meunier.
Jean Marceau Meunier est un homme politique français né le 4 septembre 1750 à Orléans (Loiret) et décédé le 3 mars 1814 au même lieu.
Secrétaire de l'évêché de d'Orléans, il est ensuite secrétaire des élections d'Orléans et de Beaugency. Il est député du Loiret de 1791 à 1792, siégeant avec la majorité. Il est de nouveau élu, au Conseil des Cinq-Cents, le 23 germinal an VI. Il est nommé conseiller de préfecture à Orléans en 1800.

## Sources
- « Jean Marceau Meunier », dans Adolphe Robert et Gaston Cougny, Dictionnaire des parlementaires français, Edgar Bourloton, 1889-1891 [détail de l’édition]